# NGC 1073
NGC 1073 es una galaxia espiral barrada localizada en la constelación de Cetus. Es considerada miembro del grupo de M77.

## Descripción física
Es una galaxia espiral barrada de tipo SBc. Presenta en sus barras regiones con formación estelar reciente HII.